# Пятисотенный
Пятисотенный — посёлок в Чердаклинском районе Ульяновской области России. Входит в состав Октябрьского сельского поселения.

## География
Посёлок находится в западной части Левобережья, в лесостепной зоне, в пределах Низкого Заволжья, на расстоянии примерно 12 километров (по прямой) к юго-юго-западу (SSW) от посёлка городского типа Чердаклы, административного центра района. Абсолютная высота — 90 метров над уровнем моря.
Климат
Климат характеризуется как умеренно континентальный, с тёплым летом и умеренно холодной зимой. Средняя температура воздуха самого тёплого месяца (июля) — 20 °C (абсолютный максимум — 39 °C); самого холодного (января) — −13,8 °C (абсолютный минимум — −47 °C). Продолжительность безморозного периода составляет в среднем 131 день. Среднегодовое количество атмосферных осадков составляет 406 мм. Снежный покров образуется в конце ноября и держится в течение 145 дней.
Часовой пояс
Посёлок Пятисотенный, как и вся Ульяновская область, находится в часовой зоне МСК+1. Смещение применяемого времени относительно UTC составляет +4:00.

## История
История основания посёлка началось на землях о́труба кулаков Архиповых, получивших свои наделы в ходе Столыпинских реформ.
Во времена НЭПа жителями из села Уразгильдино и Чув. Калмаюра были основаны новые поселения: Пятисотенный, Корниловский и Малый, образовав Корниловский сельсовет .
К 1930 году три посёлка вошли в состав Уразгильдинский с/с. 
В феврале 1930 года был образован совхоз скотовода «имени Сакко и Ванцетти», куда вошли 3 посёлка (отделения) — Октябрьский (1-е отделение), Первомайский  (2-е отделение) и Пятисотенный (3-е отделение). 
С 1942 года совхоз был передан в ведомство НКВД и в 3-х посёлках образовались исправительно-трудовые колонии — совхоз становится местом расселения репрессированных немцев — Трудовая армия. За колючей проволокой были построены бараки для осужденных, а рядом — землянки для конвоиров.
В 1950-х годах на месте будущего посёлка находился МТФ (Молочно-товарная ферма).
В 1959 году в жизни посёлков произошли изменения, так как хозяйство было передано в систему Министерства сельского хозяйства, в ведение Ульяновского сельскохозяйственного института. Хозяйство получило новое направление элитно-семеноводческое с развитым мясо-молочным животноводством.

## Население
| 2010 |
| ---- |
| 594  |

На 1928 год в посёлке жило: 144 человека.
На 1930 год в посёлке жило: 164 человека.
Национальный состав
Согласно результатам переписи 2002 года, в национальной структуре населения русские составляли 47 % из 692 чел., чуваши — 33 %.

## Достопримечательности
Археологические памятники: Курганная группа «3-е отделение 4» (5 насыпей) сер. II тыс. до н.э. (?) —  1,3 км к юго-вост. от пос-3-е отделение Учхоза УСХИ» (пос. Пятисотенный).